# Chimezie Metu

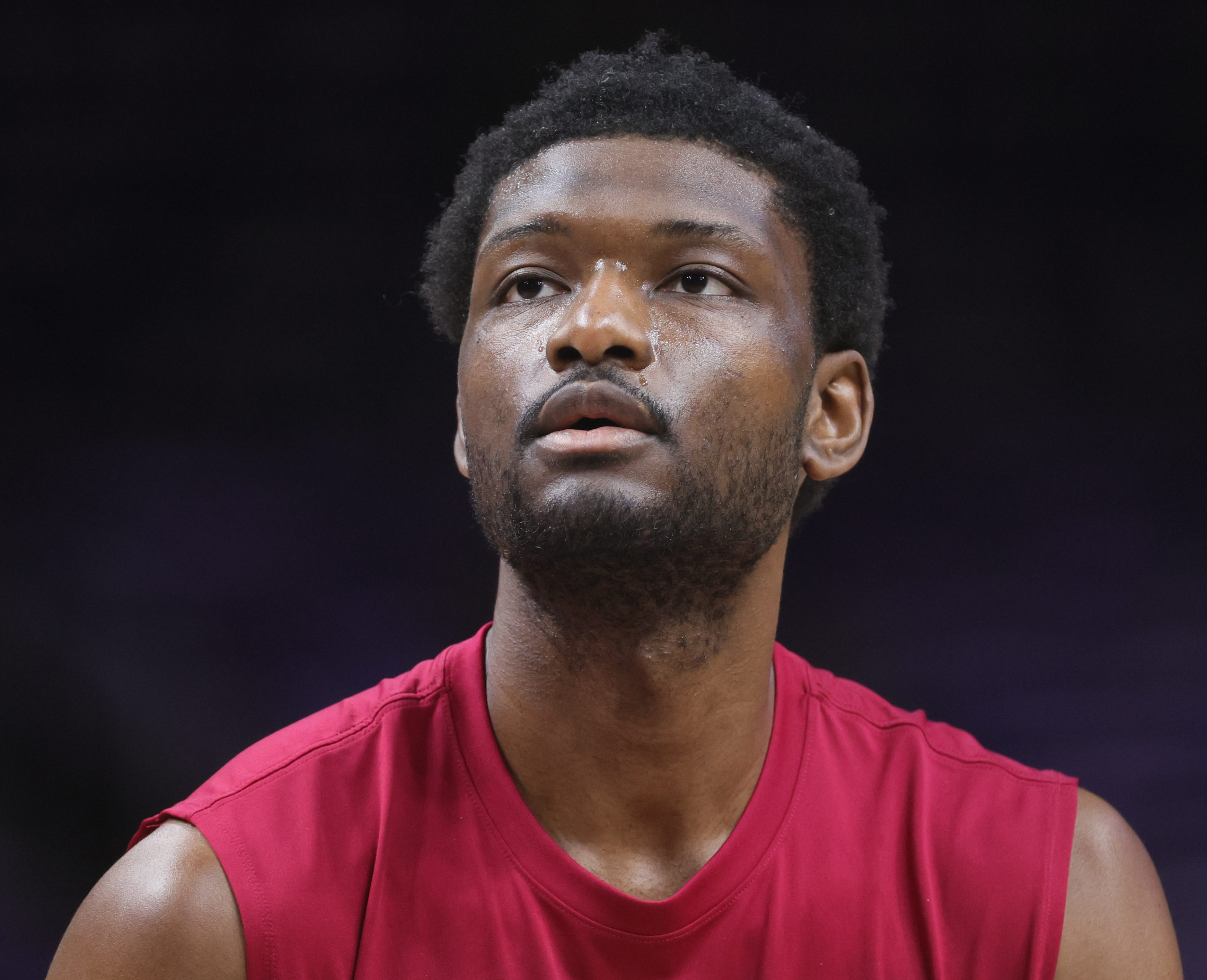
Chimezie Metu, 2025.

Chimezie Chukwudum Metu, född 22 mars 1997 i Los Angeles, Kalifornien i USA, är en nigeriansk-amerikansk professionell basketspelare (PF/C) som spelar för Detroit Pistons i National Basketball Association (NBA). Han har tidigare spelat för San Antonio Spurs, Sacramento Kings och Phoenix Suns.
Metu draftades av San Antonio Spurs i andra rundan i 2018 års draft som 49:e spelare totalt.
Han gjorde landslagsdebut för Nigeria vid världsmästerskapet i basket för herrar 2019.
Innan Metu blev proffs studerade han vid University of Southern California och spelade för deras idrottsförening USC Trojans.